# Catedral de Łódź
La basílica catedral de Sant Estanislau Kostka o catedral de Łódź és un una catedral i basílica de l'Església Católica situada a la ciutat de Lodz, al voivodat de Łódź; a Polònia.
El comitè de construcció es va formar el 1895. La primera pedra va ser beneïda el 16 de juny de 1901, pel bisbe de Varsòvia Wincenty Teofil Popiel. L'edifici va ser aixecat en maó no enguixat, en l'estil arquitectònic Rohbau, pel qual l'església va ser construïda entre 1901 i 1912, seguint els plans de la constructora Wende i Zarske. La construcció de l'església va ser co-dirigida per Emil Berliner Zillmann, amb petites correccions fetes pels arquitectes: Józef Pius Dziekoński, i Slawomir Odrzywolski-Nałęcz de Cracòvia. La basílica es va fer agafant com a model la catedral d'Ulm, a Alemanya. La catedral a Lodz és l'edifici més alt de la ciutat, amb una alçada de 104,5 metres, i és una de les esglésies més altes a Polònia.